# Тульская пешая бригада
Тульская пешая бригада — воинское подразделение Донской армии и ВСЮР в 1919—1920 годы. Сформирована 7 августа 1919 года на базе перешедшей южнее Тулы на сторону белых красной дивизии. Принимала участие в Походе на Москву (1919) и оборонительных боях ВСЮР и Русской армии Врангеля 1920 года. Расформирована в эмиграции в 1920-е годы.

## История создания
Тульская пешая бригада была создана 7 августа 1919 на базе перешедшей южнее Тулы на сторону Донской армии красной дивизии. Первоначально носила название 1-й Тульской Добровольческой пехотной дивизии, в сентябре 1919 года переименована в Тульскую пешую бригаду. Была включена в состав 3-го Донского отдельного корпуса. 

## Состав и численность
Тульская пешая бригада на 5 октября 1919 года имела в своём составе 1791 штыков и 19 пулемётов. 
Состояла из 1-го (650 штыков, 8 пулемётов), 2-го (448 штыков, 8 пулемётов) и 3-го (623 штыков, 3 пулемёта) тульских пеших полков, инженерной роты (58 человек) и артиллерийского дивизиона (5 орудий).

## Командование
- Командир бригады — генерал-майор (у Волкова — полковник) Ф.В. Дьяконов (с 7 августа 1919 года);Коренев Николай Александрович (с 26.11.1919), полковник.
- Начальник штаба — генерал-майор Д. Мельников. (назначен 20 августа 1919 года по приказу генерала К. Мамантова)Ливенцев Николай Денисович (28.11.1919 – март 1920), генерал-майор;

Офицерский состав
Николай Николаевич, поручик;
Буркевич Иосиф-Франц Войцехович, поручик, штабс-капитан (с 26.09.1920)4;
Власов Матвей Алексеевич, подпоручик, поручик (с 26.09.1920)5;
Власов Федор Петрович, капитан;
Волк-Леонович Арнольд Михайлович, подпоручик, поручик (с 26.09.1920)7;
Захаров, капитан;
Иванов, подпоручик, поручик (с 26.09.1920)9;
Казьмин Николай Васильевич, подпоручик, поручик (с 26.09.1920)1;
Кириллов Александр Иванович, поручик, штабс-капитан (с 26.09.1920)2;
Крюков Петр Иванович, подпоручик, поручик (с 26.09.1920)3;
Лысюк Зиновий Николаевич, подпоручик, поручик (с 28.05.1920), штабс-капитан (с 26.09.1920)4;
Матрончик Николай, прапорщик, подпоручик, поручик (с 26.09.1920)5;
Осипов, подпоручик, поручик (с 26.09.1920)6;
Пахомов Константин Семенович, поручик (с 26.09.1920)7;
Попов Дмитрий Гаврилович, коллежский регистратор, губернский секретарь (с 26.09.1920)8;
Ржецкий Иван Иванович, поручик, штабс-капитан (с 26.09.1920)9;
Соколов Владимир Сергеевич, штабс-капитан10;
Федяевский, подпоручик, поручик (с 26.09.1920)11;
Хвощинский Владимир Васильевич, поручик12;
Шалофанов Владимир Николаевич, подпоручик, поручик (с 26.09.1920)13;
Щетинский Трофим Федорович, штабс-капитан, капитан (с 28.05.1920)14.

## Участие в боевых действиях
В сентябре 1919 года Тульская пешая бригада участвовала в боях под Воронежем. Эвакуирована из Новороссийска весной 1920 года В эмиграции расформирована, остатки её влиты в пеший Гундоровский Георгиевский полк.